# Agasadi, Tirthahalli
Agasadi là một làng thuộc tehsil Tirthahalli, huyện Shimoga, bang Karnataka, Ấn Độ.